# Сатар Сейд
Сеєд Сатар Сейд (перс. سيد ستار صيد) (нар. 26 листопада 1987, Тегеран) — іранський лижник. Представляв свою країну на Зимових Олімпійських іграх 2010 року у Ванкувері. На Олімпіаді посів 89 позицію в перегонах на 15 км вільним стилем.